# Mashroom
Mashroom (Live Mashups of Barcelona) és el primer grup de mashup en directe d'Espanya. El grup neix a Vilassar de Mar l'any 2014 inspirat pel moviment mashup que fins aleshores a l'estat era exclusiu del col·lectiu discjòquei. Des d'aleshores no han parat de publicar vídeos al seu canal YouTube i realitzar actuacions, tan sols com a banda, com amb Dj Surda un dels pioners del mashup a Catalunya.
Des del 2016 actuen regularment a les MashuParty organitzades a la Sala Razzmatazz de Barcelona o a la Sala Clap de Mataró. El 2018 reben una beca de suport a la creació de les Cases de la Música.